# Narcissus abscissus
Narcissus abscissus là một loài thực vật có hoa trong họ Amaryllidaceae. Loài này được (Haw.) Schult. & Schult.f. mô tả khoa học đầu tiên năm 1830.